# Namesys
Namesys è stata un'azienda californiana, con sede a Oakland, fondata e diretta in passato da Hans Reiser. Il suo prodotto principale è il file system ReiserFS, giunto alla versione 4.
L'azienda è stata venduta da Reiser per riuscire a pagare le spese processuali, in quanto primo sospettato dell'omicidio di sua moglie (vedi Hans Reiser). Il sito dell'azienda non è più raggiungibile dall'ottobre del 2007.